# 葉芳栢
葉芳栢（1949年—2014年12月23日），數學家，教授，曾任東海大學代理校長。

## 生平
葉芳栢為數學家，國立高雄師範大學數學系畢業，國立清華大學數學碩士，英國格拉斯哥大學應用數學博士，研究領域專長強健控制、控制工程理論、飛彈導引、泛函分析、數值模擬、財務金融工程。生前為東海大學應用數學系及財務金融系教授、中華民國數學會常務理事、亞洲控制工程學刊編輯。
葉芳栢並曾擔任中華民國數學會理事長、國科會審議及諮詢委員、航空發展中心顧問、教育部顧問室數學領域諮詢委員、教育部九年一貫課程數學領域部編本教科書研發及編輯委員兼國小組召集人等，並於國立政治大學、國立成功大學、國立交通大學、國立中興大學擔任兼任教授；英國、日本、荷蘭等地擔任客座教授。
葉芳栢在東海大學歷任數學系系主任、理學院院長、教務長、副校長等數個職務，2012年8月，因程海東於校長任期屆滿前一年提前辭職，在東海大學前董事長林振國建議下，由時任副校長的葉芳栢接任東海大學代理校長，自該年8月1日起代理東海大學校長職務至2013年2月1日，而新選出的第八任校長湯銘哲則提前半年就任。
葉芳栢教授於2014年12月23日下午，因急性主動脈剝離，病逝於臺中榮民總醫院。